# Regency Cruises
Regency Cruises war eine US-amerikanische Reederei, die von 1984 bis 1995 mehrere Kreuzfahrtschiffe betrieb.

## Geschichte
Regency Cruises wurde 1984 von dem griechischen Geschäftsmann Anastasios Kyriakides gegründet. Die Reederei ließ ehemalige Passagierschiffe der 1950er und 1960er Jahre in Kreuzfahrtschiffe umbauen und warb damit, den Passagieren Reisen auf Schiffen der „goldenen Zeit der Passagierschifffahrt“ zu ermöglichen. Das erste Schiff der Reederei war die Regent Sea, ein ehemals schwedisches Passagierschiff, das 1984 für Regency Cruises in Dienst gestellt wurde. Anfangs fuhr das Schiff nur nach Montego Bay, nach einigen sehr erfolgreichen Fahrten expandierte die Reederei jedoch auch mit weiteren Schiffen nach Alaska und in die Karibik. 1986 kaufte Regency Cruises zwei ehemalige Containerschiffe, um sie in Kreuzfahrtschiffe umbauen zu lassen. Die in Regent Sun und Regent Moon umbenannten Schiffe wurden jedoch noch vor Beginn des Umbaus an Costa Crociere verkauft. Außerdem kaufte Regency 1989 das unvollendete Fährschiff Stena Baltica und benannte es in Regent Sky um. Auch sie sollte in ein Kreuzfahrtschiff umgebaut werden, was jedoch nie realisiert wurde. Anfang der 1990er Jahre wurde Regency Cruises an den Reeder Tony Lelakis verkauft. 1995 standen bereits sechs Schiffe im Dienst für Regency Cruises, alles ehemalige Passagierschiffe oder Fähren. Noch im selben Jahr meldete Lelakis jedoch Insolvenz an und die Schiffe von Regency Cruises wurden aufgelegt. Kurz darauf wurde Regency Cruises aufgelöst. Von den sechs Schiffen, die für Regency Cruises im Dienst standen, kehrten nur drei in den Kreuzfahrtdienst zurück. Die anderen drei Einheiten wurden nach langen Aufliegezeiten verschrottet oder sanken auf dem Weg zum Verschrotten.

## Flotte
| Bauname       | Bauwerft/ Baunummer            | IMO- Nummer | Auftraggeber                                                                 | Ablieferung          | Spätere Namen und Verbleib |
| ------------- | ------------------------------ | ----------- | ---------------------------------------------------------------------------- | -------------------- | --- |
| Gripsholm     | Ansaldo/ 1500                  | 5136361     | Svenska Amerika Linjen, Göteborg                                             | 1957                 | 1975 Navarino, 1983 Samantha, 1985 zu Regency Cruises als Regent Sea, Maschinenraumbrand am 22. Juli 1995 vor Alaska, 1997 Sea, am 12. Juli 2001 auf der Schleppreise zum Abbruch in Indien vor der Küste Südafrikas gesunken.                                          |
| Statendam     | Wilton-Fijenoord/ 753          | 5339212     | Holland-Amerika Lijn, Rotterdam                                              | 1957                 | 1982 Rhapsody, 1986 zu Regency Cruises als Regent Star, 1996 Sea Harmony, 2004, Harmony I, 2004 in Alang verschrottet. |
| Shalom        | Chantiers de l’Atlantique/ Z21 | 5321679     | ZIM, Haifa                                                                   | 1964                 | 1967 Hanseatic, 1973 Doric, 1981 in Royal Odyssey, 1988 zu Regency Cruises, 1991 Regent Sun, 1999 Sun, 1999 bis 2001 in Freeport aufgelegt, am 26. Juli 2001 auf der Schleppreise zum Abbruch in Indien vor der Küste Südafrikas gesunken.                              |
| Anna Nery     | Brodogradiliste Uljanik/ 237   | 5018698     | Companhia Nacional de Navegação Costeira – Autarquia Federal, Rio de Janeiro | 1962                 | 1978 Danaos, 1978 Constellation, 1992 zu Regency Cruises als Regent Spirit, 1996 Salamis Glory, 2009 Glory, am 24. Dezember 2009 zum Abbruch in Alang eingetroffen. |
| Santa Rosa    | Newport News Shipbuilding/ 521 | 5312824     | Grace Line, New York                                                         | 1958                 | 1971 in Hampton Roads aufgelegt, 1990 Pacific Sun, 1991 Diamond Island, 1992 zu Regency Cruises als Regent Rainbow, 1996 Emerald, 1997 The Emerald, 2008 Emerald, 2009 The Emerald, in Eleusis aufgelegt, 2012 Emerald, im Juli 2012 zum Abbruch in Alang eingetroffen. |
| Canguro Verde | Italcantieri/ -                | 6715372     | Navigazion Traghetti Sardi, Cagliari                                         | 1967                 | 1981 Durr, 1989 Ionian Harmony, 1990 Sun Fiesta, 1993 zu Regency Cruises als Regent Jewel, 1994 Calypso, 2007 Caly, ab April 2013 in Alang verschrottet. |
| Axel Johnson  | Wärtsilä/ 1169                 | 6910544     | Rederi Njordstjernan, Stockholm                                              | 1969                 | 1986 zu Regency Cruises als Regent Sun, 1987 Italia, 1988 Costa Marina, 2011 Harmony Princess, 2011 Club Harmony, 2014 Harmony I, ab Oktober 2014 in Alang verschrottet.                                                                                                |
| Annie Johnson | Wärtsilä/ 1170                 | 6916885     | Rederi Njordstjernan, Stockholm                                              | 1969                 | 1986 zu Regency Cruises als Regent Sea, 1988 Alexandra, 1990 Costa Allegra, 2012 Santa Cruise, 2012 in Aliağa verschrottet. |
| Stena Baltica | Stocznia im Lenina/ B494/4     | 7907685     | Stena Line, Göteborg                                                         | nicht fertiggestellt | 1989 zu Regency Cruises als Regent Sky, 2008 Zoe, 2011 in Aliağa verschrottet. |